# Saint-Pastous
Saint-Pastous är en kommun i departementet Hautes-Pyrénées i regionen Occitanien i sydvästra Frankrike. Kommunen ligger i kantonen Argelès-Gazost som tillhör arrondissementet Argelès-Gazost. År 2022 hade Saint-Pastous 149 invånare.

## Befolkningsutveckling
Antalet invånare i kommunen Saint-Pastous
| Referens: INSEE |